# Hospital Severo Ochoa
Hospital Severo Ochoa – stacja metra w Madrycie, na linii 12. Znajduje się w Leganés i zlokalizowana jest pomiędzy stacjami Casa del Reloj i Leganés Central. Została otwarta 11 kwietnia 2003 roku.